# Zubivka, Muncaci
Zubivka (în ucraineană Зубівка) este localitatea de reședință a comunei Zubivka din raionul Muncaci, regiunea Transcarpatia, Ucraina.

## Demografie
Componența lingvistică a localității Zubivka
     Ucraineană (99,75%)
     Alte limbi (0,25%)
Conform recensământului din 2001, majoritatea populației localității Zubivka era vorbitoare de ucraineană (99,75%), existând în minoritate și vorbitori de alte limbi.